# Wüstenregenpfeifer

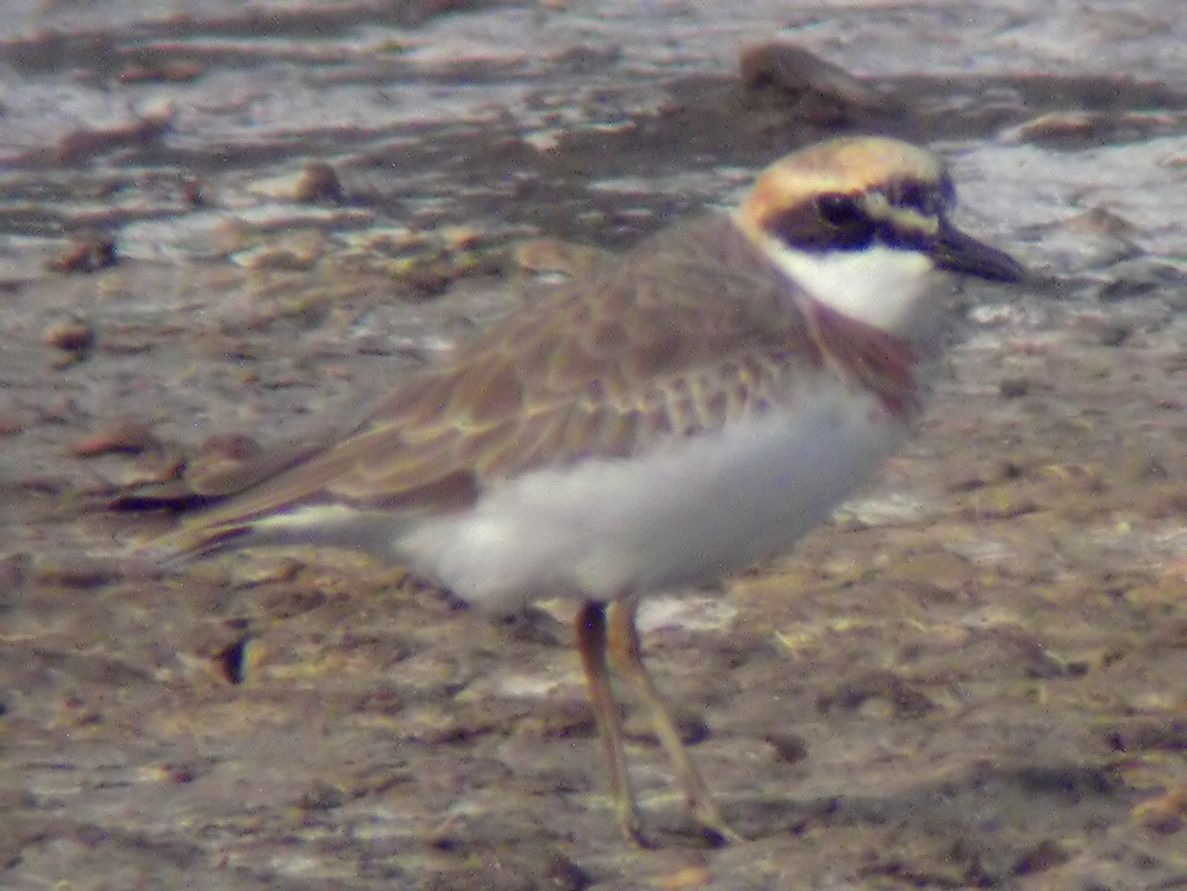
Männchen im abgenutzten Brutkleid

Der Wüstenregenpfeifer (Anarhynchus leschenaultii, Synonym: Charadrius leschenaultii) ist eine Watvogelart aus der Familie der Regenpfeifer (Charadriidae), die Wüstensteppen und Halbwüsten im Nahen Osten und in Zentralasien bewohnt. Das Verbreitungsgebiet reicht von Anatolien bis in die Mongolei.

## Beschreibung
Der Wüstenregenpfeifer gehört zu den größeren Arten der Gattung Anarhynchus und ist mit 22–25 cm Körperlänge durchschnittlich meist deutlich größer als ein Sandregenpfeifer. Die Flügelspannweite liegt zwischen 53 und 60 cm, das Gewicht zwischen 55 und 121 g. Der schwarze Schnabel ist für einen Regenpfeifer außergewöhnlich lang und klobig, was eines der Unterscheidungsmerkmale zum sehr ähnlichen Mongolenregenpfeifer darstellt. Der Wüstenregenpfeifer ist zudem hochbeiniger und kann in der Gesamtgestalt an eine Pluvialis-Art erinnern. Die Beine können recht variabel gefärbt sein, sind aber im Unterschied zu den schwarzen Beinen des Mongolenregenpfeifers meist eher matt grünlichgrau. Die Iris ist dunkelbraun.
Männchen und Weibchen unterscheiden sich im Brutkleid recht deutlich durch die Kopfzeichnung. Im Schlichtkleid sehen sie gleich aus.
Beim Männchen im Brutkleid sind Scheitel und Oberseite hell sepiabraun mit rostfarbener Tönung im Gesichts- und Nackenbereich sowie auf einzelnen Federn auf dem Rücken. Die Stirn ist weiß, mittig von einem senkrechten, schmalen schwarzen Band geteilt und sowohl von einem schwarzen Stirnband, als auch einem schwarzen Zügelstreif eingefasst. Letztere vereinigen sich zu einer breiten Augenbinde, die bis auf die teils eher bräunlich gefärbten Ohrdecken reicht. Der helle Überaugenstreif ist meist verwaschen rostfarben. Von der weißen Unterseite setzt sich ein lebhaft zimtfarbenes Brustband ab, das zur weißen Kehle hin scharf begrenzt ist, insbesondere zu den Flanken hin aber fleckig ausläuft und in der Brustmitte meist schmaler ist. Der graubraune Oberflügel wird zur Spitze und zu den Armschwingen hin dunkler. Die weiße Flügelbinde, die auf dem Armflügel recht schmal ist, reicht bis zur Mitte der Handschwingen. Auf den äußeren Handschwingen ist sie allenfalls verwaschen ausgeprägt. Die Steuerfedern sind graubraun mit feinem, dunklem Subterminalband und weißem Spitzensaum; die äußeren beiden Steuerfederpaare haben zudem eine weiße Außenfahne, was die Schwanzaußenkanten weiß erscheinen lässt. Die Oberschwanzdecken sind weißlich gesäumt.
Beim Weibchen im Brutkleid ist die schwarze Kopfzeichnung des Männchens durch graubraune Partien ersetzt und allenfalls einzelne Federn schwarz. Die rostbraunen Töne der Oberseite sind matter oder fehlen; das Brustband ist schmaler und matter gefärbt.
Im Schlichtkleid fehlen bei beiden Geschlechtern die schwarzen und rostfarbenen Partien völlig. Die weißliche Stirn geht in den recht schmalen weißen Überaugenstreif über. Das Brustband ist auf graue Felder an den Brustseiten reduziert. Manchmal ist es auch schmal durchlaufend ausgeprägt. Die Oberseite ist graubraun mit hellen Säumen an den Oberflügeldecken, die Oberschwanzdecken sind etwas breiter hell gerandet, als im Brutkleid. An den Flanken sind manchmal einige graue Federn zu finden, ansonsten ist die Unterseite rein weiß.
Das Jugendkleid ähnelt dem Schlichtkleid, jedoch sind die hellen Säume des Oberseitengefieders eher gelbbraun. Auch der Überaugenstreif ist oft eher gelblich-braun und verwaschen. Die Brustseiten sind warm gelbbraun mit dunklen Federzentren.
Da beide Arten recht variabel sind und es in allen wesentlichen Merkmalen einschließlich der Körpergröße Überschneidungen geben kann, gestaltet sich in manchen Fällen die Unterscheidung vom Mongolenregenpfeifer sehr schwierig. Bei Beobachtungen unter schlechten Bedingungen sollte gegebenenfalls von einer eindeutigen Festlegung abgesehen werden. Beim Mongolenregenpfeifer ist der Schnabel im Allgemeinen feiner, der Kopf wirkt fast immer rundlich. Beide Arten sind langbeiniger als der Seeregenpfeifer, beim Wüstenregenpfeifer ist dies meist aber noch deutlicher ausgeprägt. Weitere Indizien sind die Beinfarbe, die Beschaffenheit der Flügelbinde, der Weißanteil auf dem Schwanz und die Stimme. Im Brutkleid ist das Brustband des Wüstenregenpfeifers meist weniger ausgedehnt.

## Stimme
Der häufigste Ruf ist ein kurzes, hart trillerndes trrrrri, das auch bisweilen schnell gereiht oder in die Länge gezogen wird. Der Gesang am Brutplatz ist ein wiederholtes melodisch-pfeifendes pipruirr pipruirr pipruirr. Zudem wird eine aufsteigende Rufreihe etwa als dui dui tui duit beschrieben.

## Verbreitung
Das Brutgebiet des Wüstenregenpfeifers erstreckt sich durch die Trockengebiete Asiens und reicht von Anatolien bis in den Osten der Gobi.
Westlich des Kaspischen Meeres gibt es bekannte, teils größere Vorkommen im Umfeld des Tuz Gölü und in den Sultansazlığı im Mittelanatolischen Hochland, im Westen Armeniens, auf der Halbinsel Abşeron in Aserbaidschan, am Djabboul-Salzsee bei Aleppo in Syrien und im Umfeld der Oasen Qa’ Hanna und Azraq in Jordanien. Das letztere stellt wohl den Südrand der Verbreitung dar. Brutnachweise in den Winterquartieren, wie in Somalia festgestellt, treten vermutlich nur sporadisch auf und sind nicht dauerhaft.
Östlich des Kaspischen Meeres verläuft der Nordrand der Verbreitung etwa vom Nordwesten des Ustjurt-Plateaus und Aralsk über die Wüsten Mujunkum, Kysylkum, Karakum und die Hungersteppe bis ins südliche Siebenstromland. Im Süden reicht das Areal mindestens bis Esenguly im südwestlichen Turkmenistan, bis Kelif und Termiz am Amurdarja, bis zum oberen Syrdarja in Tadschikistan und bis ins Ferghanatal. Weiter südlich wurde die Art auch noch im nördlichen Iran (mit Angabe „Chorasan“) sowie am Dashte Nawur in Farah und am Abe Istada in Ghazni in Afghanistan festgestellt. Vermutlich brütet sie auch im Dsungarischen Becken. Ferner reicht das Areal von der Tschuja-Steppe im Altai über Tuwa, wo die Art im Tannu-ola-Gebirge und am Uws Nuur vorkommt, durch die Mongolei bis mindestens Dsamyn-Üüd in der Dorno-Gobi-Aimag.

## Geografische Variation und Systematik
Es werden drei Unterarten anerkannt, die sich nur geringfügig unterscheiden. Die westliche Unterart C. l. columbinus hat einen relativ kleineren Schnabel. Außerdem sind sowohl im Jugend- als auch im Adultkleid die rostfarbenen Partien auf dem Rücken stärker ausgeprägt und die Färbung des Brustbands reicht bis weit auf die Flanken. Diese Merkmale sind immerhin so ausgeprägt, dass die jordanische Population lange fälschlicherweise dem Mongolenregenpfeifer zugeordnet wurde. Die Populationen östlich des Kaspischen Meeres sind kaum zu unterscheiden, sodass die Sinnhaftigkeit einer Einteilung in zwei Unterarten von einigen Autoren angezweifelt wird. Die westlichere dieser Populationen wurde 1873 von Nikolai Alexejewitsch Sewerzow als Eudromias crassirostris beschrieben. Bei der Überführung in die Gattung Charadrius wurde nicht beachtet, dass die von Johann Baptist von Spix 1825 als Charadrius crassirostris beschriebene Unterart des Wilsonregenpfeifers Priorität zukommt. 2012 wurde das Taxon daher in C. l. scythicus umbenannt, was eine Reminiszenz an die Skythen darstellt.
- A. l. columbinus Wagler, 1829 – Türkei, Syrien, Jordanien, Armenien und Aserbaidschan
- A. l. scythicus Carlos, Roselaar & Voisin, 2012 – Turkestan sowie möglicherweise vom nordwestlichen Afghanistan bis ins südöstliche Kasachstan
- S. l. leschenaultii Lesson, 1826 – westliche Volksrepublik China, Mongolei, Tuwinien im südlichen Sibirien und Altai

Das Artepitheton leschenaultii ehrt den französischen Naturforscher Jean-Baptiste Leschenault de La Tour.

## Wanderungen
Der Wüstenregenpfeifer ist ein Zugvogel, wobei der größte Teil der Population aus ausgeprägten Langstreckenziehern besteht. Nur ein sehr geringer Teil überwintert schon knapp südlich der Brutgebiete.
Die Überwinterungsquartiere liegen an Meeresküsten und Inseln. Selten findet man die Art im Binnenland. Die Brutvögel westlich des Kaspischen Meeres überwintern im östlichen Mittelmeerraum, am Roten Meer und am Golf von Aden, die transkaspischen Populationen westlich des Dsungarischen Beckens ziehen süd- und südwestwärts, um in Nordost- und Ostafrika sowie ostwärts bis zu den westlichen Küsten des Indischen Subkontinents zu überwintern. Die ostasiatischen Populationen überwintern von Südasien und dem Malaiischen Archipel südwärts bis nach Südostaustralien und mindestens Neukaledonien. Ein Teil zieht möglicherweise ebenfalls nach Ostafrika.
Zwischen Mitte Juli und Anfang August sammeln sich die Vögel der transkaspischen Populationen an Binnengewässern – bei den Vögeln des Nahen Ostens setzt dies bereits einen Monat eher ein. Der Zug erfolgt dann größtenteils in breiter Front ohne Aufenthalt in die Winterquartiere, lokal jedoch auch leitlinienartig entlang von Küsten wie beispielsweise am Kaspischen Meer. Bisweilen können auch große, rastende Trupps auf dem Zug beobachtet werden. Häufig sind diese mit Mongolenregenpfeifern vergesellschaftet. Rastplätze und Überwinterungsgebiete haben oft eine lange Tradition.
In Indien und Pakistan erscheinen ab Anfang August die immaturen und adulten Vögel, die zu dieser Zeit häufig noch das abgenutzte Brutkleid tragen; zur Mitte des Monats treffen dann auch die diesjährigen Vögel ein. In Südchina und Hongkong ist die Art zwischen Ende Juli und November häufig anzutreffen. In Australien treffen die ersten Wintergäste Mitte August ein, in Südasien und vom Sudan bis Tansania zwischen August und September. Auch hier treffen die älteren Vögel vor den Diesjährigen ein.
In Südostasien brechen die ersten Heimzügler ab Ende Februar auf, das Gros startet zwischen März und April. In Ostafrika und Südasien erfolgt dies zwischen Mitte April und Anfang Mai. In den Brutgebieten treffen die Vögel ab Mitte März, die meisten jedoch im April und Mai ein. Einige Übersommerer verbleiben in den Winterquartieren. Vermutlich sind dies überwiegend noch nicht geschlechtsreife Individuen.
Als Irrgast wurde die Art in mehreren Ländern Europas, in Westafrika und den USA festgestellt. In Deutschland liegt die Anzahl der Nachweise zwischen 1931 und 2015 (2 Nachweise) unter zehn, in Österreich wurde die Art einmal im Rheindelta festgestellt.

## Lebensraum
Der Wüstenregenpfeifer brütet in trockenen Steppen, Halbwüsten und Wüsten, die auch völlig vegetationsfrei sein können. Man findet die Art vor allem in Lehmpfannen mit Solonetz und schütterem Halophytenbewuchs, aber auch auf Schotterflächen, in kargen Wermutsteppen mit größeren offenen Flächen und bisweilen sogar in Sandwüsten oder auf Dünen. Auch trockenes, überweidetes Gelände wird manchmal zur Brut genutzt. Nicht selten befinden sich in der Nähe Schlammflächen oder Wasserstellen, diese können aber auch bis zu 10 oder sogar 20 km entfernt liegen. Die meisten Vorkommen finden sich im Unterschied zum Mongolenregenpfeifer in Becken und Ebenen, jedoch reicht die Höhenverbreitung stellenweise auch bis ins Gebirge. So bis auf 1800 m im Altai oder über 3000 m im Hindukusch.
Im Hochsommer sammeln sich die Vögel oft in den Uferzonen von Steppenseen, wo man bereits zur Brutzeit auch Nichtbrüter findet. Im Winterquartier findet man die Art vorwiegend an der Küste und in Ästuaren, wo sie an sandigen, schlammigen oder kiesigen Stränden ihre Nahrung sucht. Es werden jedoch auch flach überflutete, kurzrasige oder steppenartige Flächen etwas abseits des Litorals genutzt.

## Ernährung
Der Wüstenregenpfeifer ernährt sich überwiegend von Käfern wie insbesondere Rüssel- und Schwarzkäfern. Ergänzend kommen andere Insekten und deren Larven wie Termiten, Zuckmücken und Ameisen oder andere Wirbellose wie beispielsweise Asseln oder Schnecken hinzu. Im Winterquartier spielen Würmer und kleinere Krebstiere, aber auch Insekten eine Rolle.
Der Wüstenregenpfeifer ist wie auch viele andere Arten der Regenpfeifer ein Sichtjäger. Die Nahrungssuche erfolgt oft rennend mit leicht gesenktem Kopf. Die Beute wird dann sehr schnell vom Boden aufgepickt. Bisweilen werden auch sehr große Beutetiere gefangen und getötet wie beispielsweise eine Maulwurfsgrille oder eine Krötenkopfagame. An Gewässern oder an der Küste kann die Art auch viel watend beobachtet werden und geht dabei gelegentlich bis zum Bauch ins Wasser. Beutetiere werden dann auch durch Trampeln aufgespürt. Im Winterquartier schließen sich oft bis zu 50 Vögel zu nahrungssuchenden Trupps zusammen.

## Fortpflanzung

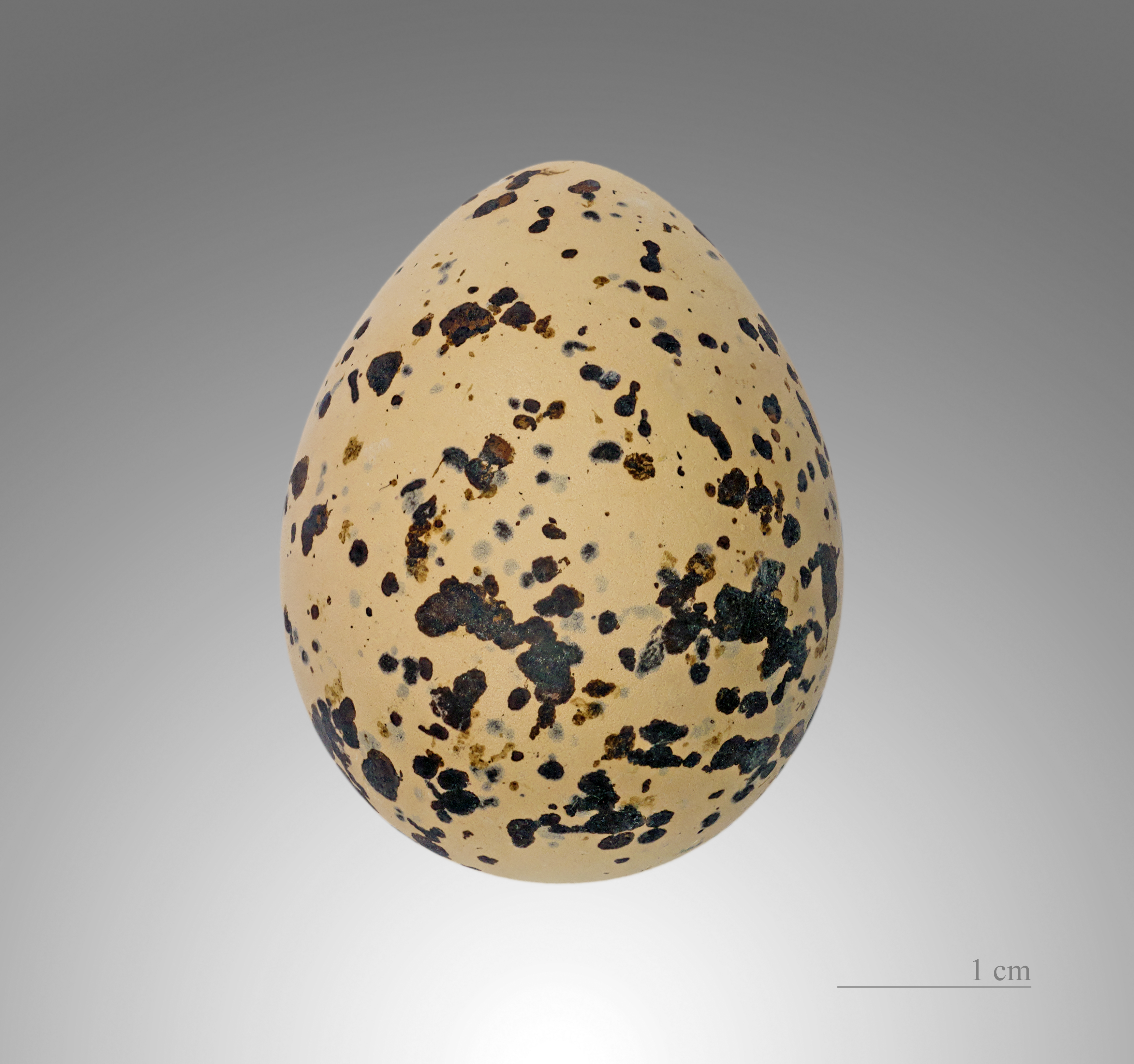
Ei des Wüstenregenpfeifers

Der Wüstenregenpfeifer führt eine monogame Saisonehe. Es findet eine Jahresbrut statt. Bei Gelegeverlust werden Nachgelege getätigt. Da im Süden des Brutgebiets regelmäßig viele Übersommerer festgestellt werden, bei denen es sich wohl um vorjährige Vögel handelt, wird angenommen, dass die Art erst im zweiten Jahr geschlechtsreif wird. Die Paarbildung erfolgt vermutlich oft schon im Winterquartier oder auf dem Heimzug.
Das Nest ist eine einfache Mulde von 9 cm Durchmesser und bis zu 4 cm Tiefe, die an vegetationsfreien Stellen oder freien Stellen im niedrigen Bewuchs auf festem Untergrund angelegt wird. Sie wird mit Pflanzenteilen, Gräsern, Dung, Lehmplättchen oder Kieselsteinen ausgelegt. Die Auskleidung ist sehr variabel und kann bisweilen bis zu 2 cm hoch sein. Das Gelege besteht aus zwei bis vier, in den meisten Fällen aber aus drei Eiern, die auf braungelbem bis olivgrünem Grund mit braunen bis schwarzbraunen Punkten, gröberen Flecken und aschgrauen Unterflecken gezeichnet sind. Sie sind durchschnittlich etwa 39 × 28 mm groß und werden mindestens 24 Tage lang abwechselnd von beiden Partnern bebrütet. Vermutlich beginnt die Bebrütung nach Ablage des letzten Eies.
Die Jungen werden bald nach dem Schlüpfen aus dem Nestbereich weggeführt und bisweilen zwischen den Eltern aufgeteilt. Sie werden nach mindestens 30 Tagen flügge.